# Exochus bifasciatus
Exochus bifasciatus là một loài tò vò trong họ Ichneumonidae.